# Manomboreservaat
Het Manomboreservaat is een beschermd natuurgebied in Madagaskar dat werd opgericht in 1962. Het ligt in de regio Atsimo-Atsinanana en ligt 360 km van de stad Fianarantsoa (en 27 km van Farafangana) af. De nationale weg R12 doorkruist het gebied en verdeelt het als het ware in twee delen. Door deze weg is het reservaat gemakkelijk bereikbaar. 

## Klimaat
Er is een tropisch klimaat met veel warmte en neerslag. De gemiddelde temperatuur is 23°C. Een deel van het gebied bestaat uit kust, waardoor tussen december en februari bezoek wordt afgeraden vanwege de kans op cyclonen.

## Fauna en flora
90% van de fauna en flora die te vinden zijn in het reservaat zijn endemisch in Madagaskar. Deze plaats is de plaats die het meest soorten slakken huisvest van heel het land, namelijk 52. Naast de bovenvermelde zeven lemurensoorten leven er onder andere ook de watertenrek, de ringstaartmangoest en de fretkat. Men heeft er 58 vogelsoorten gespot, zoals de madagaskarralreiger en de koerol. Wat betreft reptielen zijn er 10 soorten te vinden en het aantal amfibieënsoorten bedraagt 12. Tot deze twee klassen behoren in dit reservaat vooral krokodillen, hagedissen en kikkers
De flora is er heel gevarieerd. In het park komen vertegenwoordigers van de families Sarcolaenaceae, Asteropeiaceae, Physenaceae en Sphaerosepalaceae voor. In het Manomboreservaat is ook de boom Humbertia madagascariensis te vinden, dit is een enorme boom die enkel hier groeit. Daarnaast komen verschillende orchideeën voor en meer dan 50 palmsoorten.

### Beschermde diersoorten in het park
- Oostelijke wolmaki
- Dwergmaki's
- Vingerdier
- Rode muismaki
- Grijze halfmaki
- Grijskopmaki
- Vari